# کاکتوس خرطومی

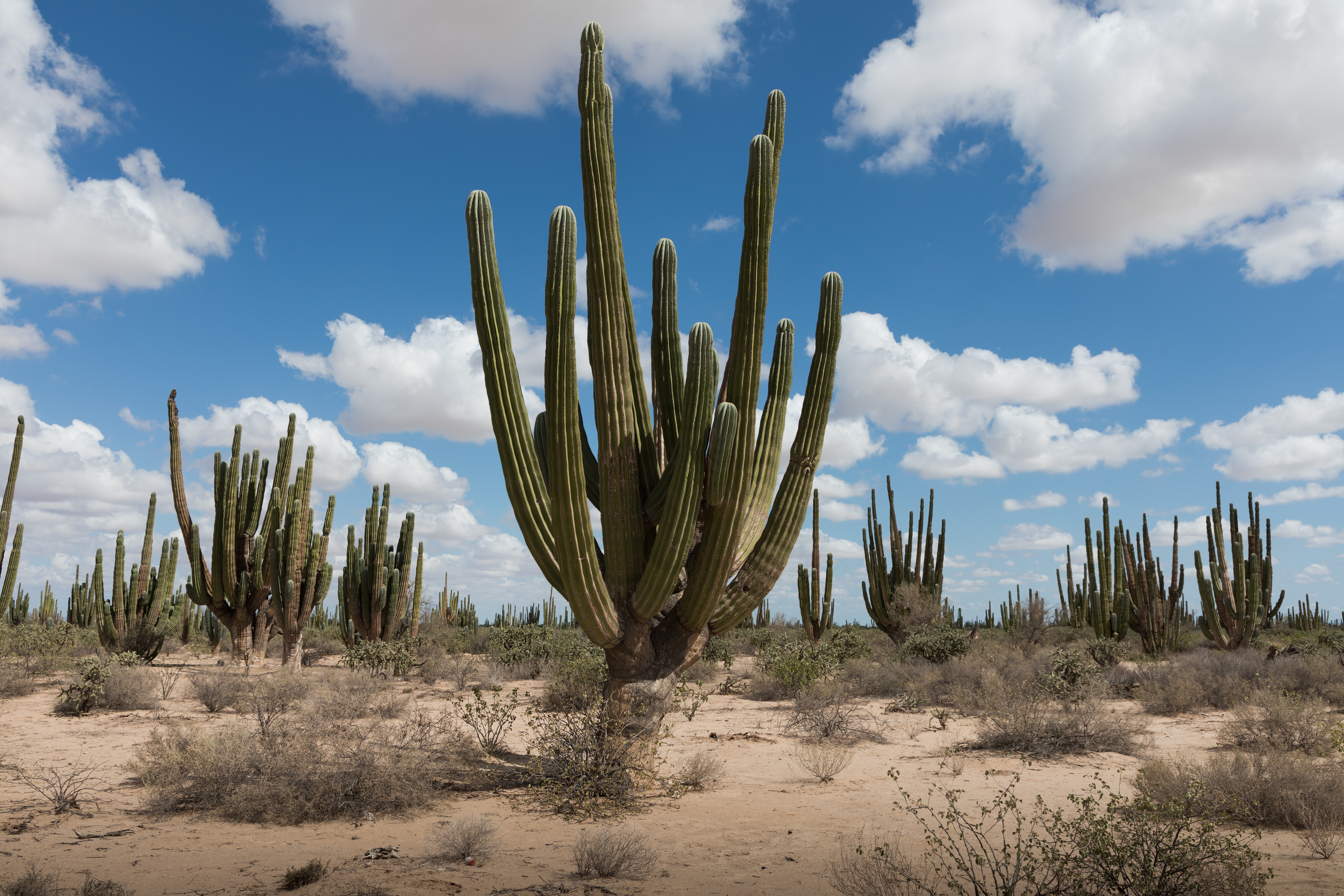
نگاره‌ای از کاکتوس خرطومی. این گیاه در نواحی مکزیک و باخا کالیفرنیا و باخا کالیفرنیا سور و ایالت سونورا به عمل می‌آید.

کاکتوس خرطومی (نام علمی: Pachycereus pringlei) نام یک گونه از تبار استوانه‌ایان است. گیاهی است که به کاردون غول مکزیکی یا فیل کاکتوس موسوم است. در نواحی مکزیک و باخا کالیفرنیا و باخا کالیفرنیا سور و ایالت سونورا به عمل می‌آید. عموماً به آن کاردون می‌گویند که از ریشه زبان اسپانیایی به نام کاردو به معنی خار می‌آید. انواع مرتفع این کاکتوس همچنان وجود دارد، البته میزان زیادی از آنها به دلیل به زیر کشت بردن اراضی سونورا از بین رفته‌اند. میوه کاکتوس غذای مهمی برای بومی‌های سری (مردم) به‌شمار می‌رود. مغز آن حاوی آلکالوئید است که در مصرف دارویی داروی فعال‌کننده روان به کار می‌رود. همزیستی‌ای مابین باکتری و سبزینه قارچی در ریشه این گیاه وجود دارد که امکان رشد آن را در جایی که هیچ خاکی در دسترس نیست و یک محیط مملو از سنگ وجود دارد فراهم می‌کند، با تثبیت نیتروژن از طریق هوا که باعث می‌شود سنگ شکافته شود و گیاه از مواد غذایی سنگ تغذیه می‌کند. در دانه‌های یک کاکتوس باکتری‌های همزیست وجود دارد.